# Léon Millot
Pour les articles homonymes, voir Millot.
Pour le cépage, voir Léon Millot (cépage).
Léon Millot, né le 7 octobre 1881 à Saint-Mihiel (Meuse) et mort le 17 septembre 1960 à Saint-Pierre-des-Nids (Mayenne), est un homme politique français.

## Biographie
Avocat puis bâtonnier à Valenciennes, il devient conseiller municipal puis maire de sa commune en 1927. 
En 1928, il devient député de la 2e circonscription de Valenciennes puis Sous-secrétaire d'État à la Guerre du 13 décembre 1930 au 27 janvier 1931 dans le gouvernement Théodore Steeg.
En 1932, il est battu par le socialiste Ernest Couteaux.

## Distinctions
- Chevalier de la Légion d'honneur par décret du 10 août 1935[1].

- Officier de l'Ordre de l'Instruction publique en date du 10 avril 1924.

- Officier de l'Ordre de Léopold en date du 19 janvier 1932.

- Croix du combattant.

## Sources
- « Léon Millot », dans le Dictionnaire des parlementaires français (1889-1940), sous la direction de Jean Jolly, PUF, 1960 [détail de l’édition]